# Yizhuanglinjen

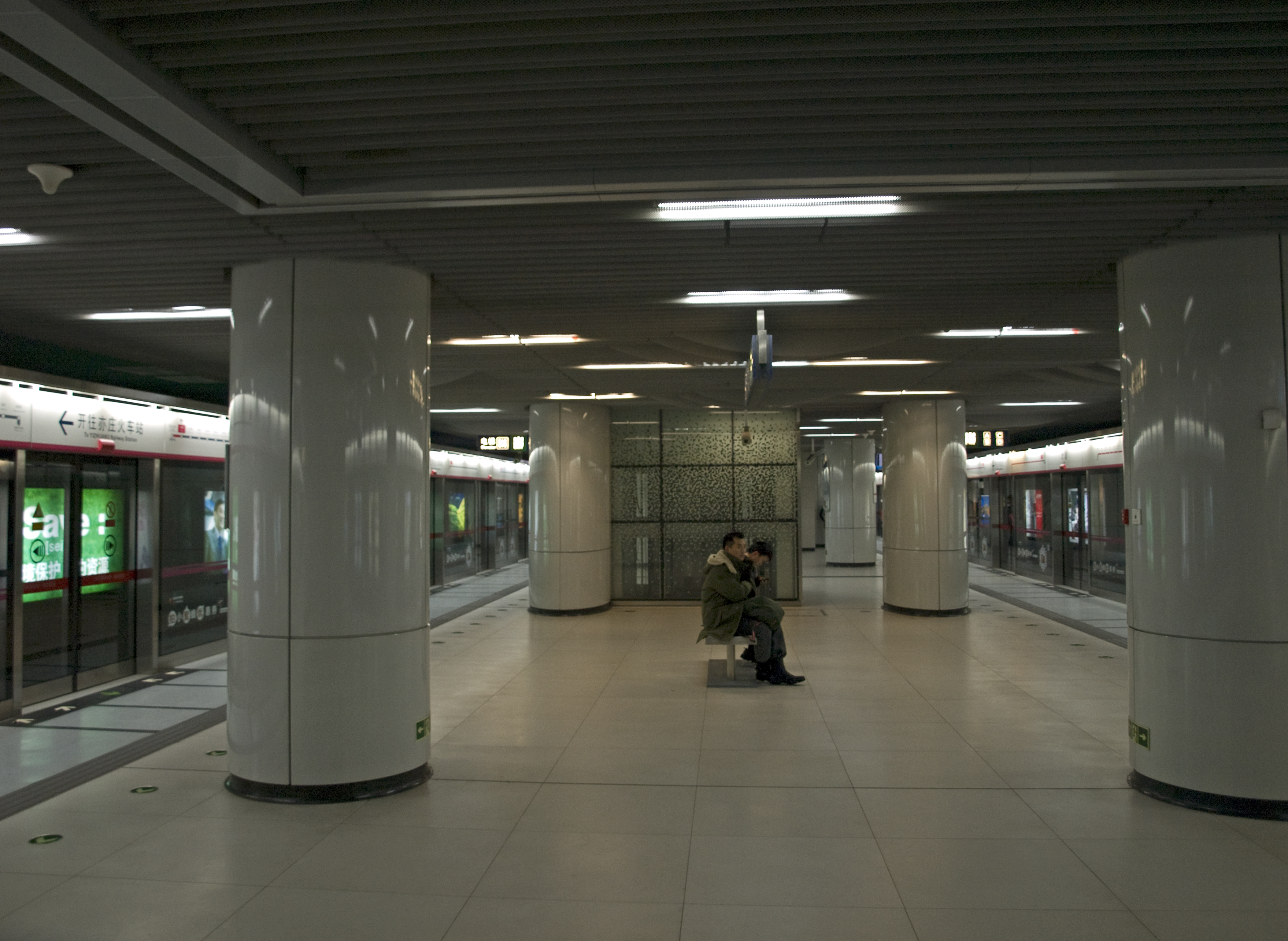
Stationen Ciqu på Yizhuanglinjen.

Yizhuanglinjen (北京地铁亦庄线; Běijīng dìtiě yìzhuāng  xiàn)) är en linje i Pekings tunnelbana. Yizhuanglinjen trafikerar sydöstra delen av Peking och är en förlängning söder ut på Linje 5. Yizhuanglinjen är i kartor och på skyltar märkt med rosa färg.     
Yizhuanglinjens norra ändstation är Songjiazhuang mellan södra Tredje och Fjärde ringvägen i Fengtaidistriktet. Linjen fortsätter mot sydost parallellt med Jinghu Expressway till sydöstra ändstationen Ciqu i Tongzhoudistriktet.
Yizhuanglinjen trafikerar 13 stationer och är 21,4 km lång.
Yizhuanglinjen öppnade 30 december 2010

## Lista över stationer
Från norr mot sydost:
- Songjiazhuang (宋家庄) (byte till      Linje 5 och      Linje 10)
- Xiaocun (肖村)
- Xiaohongmen (小红门)
- Jiugong (旧宫)
- Yizhuang Qiao (亦庄桥)
- Yizhuang Cultural Park (亦庄文化园)
- Wanyuan Jie (万源街)
- Rongjing Dongjie (荣京东街)
- Rongchang Dongjie (荣昌东街)
- Tongji Nanjie (同济南路)
- Jinghai Lu (经海路)
- Ciqu South (次渠南)
- Ciqu (次渠)